# Presidentsverkiezingen in Mali (2007)

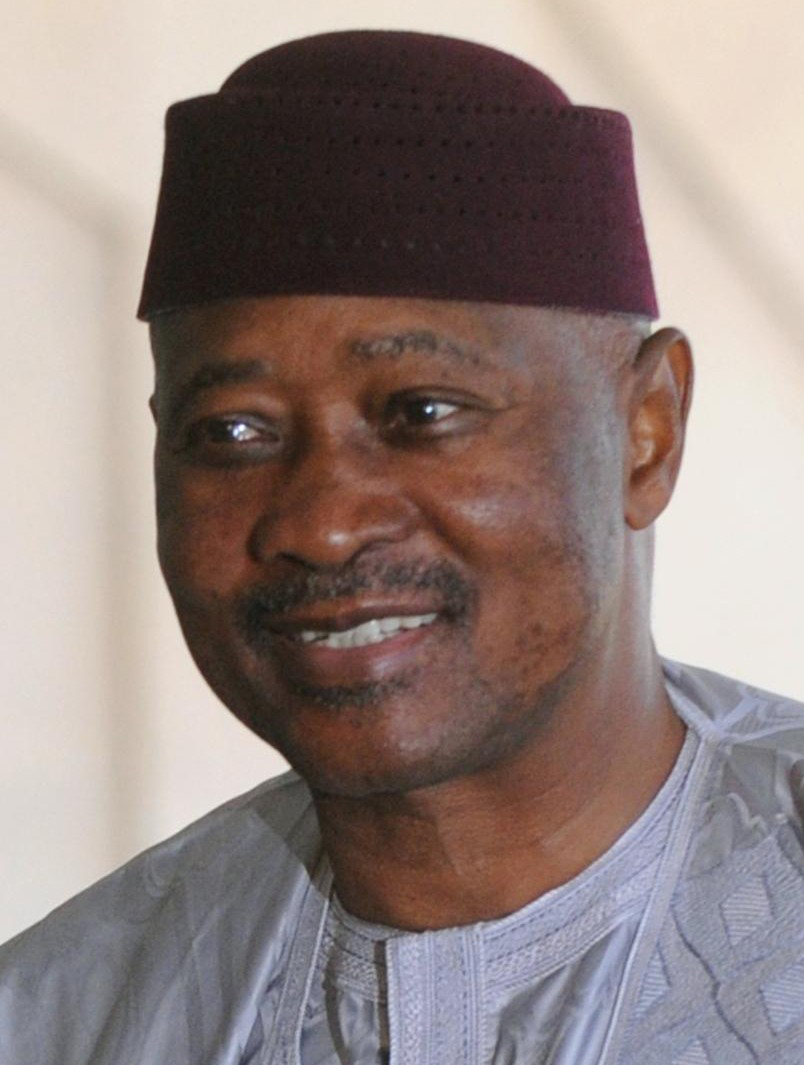
Amadou Toumani Touré werd met 71,2% van de stemmen als president herkozen

De Presidentsverkiezingen in Mali van 2007 werden op 29 april gehouden. Zittend president Amadou Toumani Touré (partijloos) werd met 71% van de stemmen herkozen. Zijn voornaamste tegenstander, Ibrahim Boubacar Keïta (RPM) kreeg 19,15% van de stemmen.

## Uitslag
|                                   | Amadou Toumani Touré              | Partijloos                        | 1.612.912 | 71,20  |  |  |
|                                   | Ibrahim Boubacar Keïta            | Rassemblement pour le Mali        | 433.897   | 19,15  |  |  |
| Overige kandidaten                | Overige kandidaten                | Overige kandidaten                | 218.674   | 9,65   |  |  |
| Totaal                            | Totaal                            | Totaal                            | 2.265.483 | 100,00 |  |  |
|                                   |                                   |                                   |           |        |  |  |
| Geldige stemmen                   | Geldige stemmen                   | Geldige stemmen                   | 2.265.483 | 90,81  |  |  |
| Ongeldige stemmen/ blanco stemmen | Ongeldige stemmen/ blanco stemmen | Ongeldige stemmen/ blanco stemmen | 229.363   | 9,19   |  |  |
| Totaal aantal stemmen             | Totaal aantal stemmen             | Totaal aantal stemmen             | 2.494.846 | 100,00 |  |  |
| Geregistreerde kiezers/ Opkomst   | Geregistreerde kiezers/ Opkomst   | Geregistreerde kiezers/ Opkomst   | 6.884.352 | 36,24  |  |  |
| Bron: AED                         |                                   |                                   |           |        |  |  |

Keïta meende dat er gefraudeerd was en diende een klacht in bij het Constitutioneel Hof om de uitslag te herzien. Het Hof oordeelde echter dat de verkiezingen eerlijk waren verlopen.